# Kalendario manual y guía de forasteros en Madrid
El Kalendario manual y guía de forasteros en Madrid fue una publicación periódica española y almanaque publicado desde 1722 hasta 1837.

## Historia
En el siglo XVII ya se habían publicado algunas guías destinadas a los denominados forasteros, con objeto de ilustrar la estructura y cargos de las instituciones políticas de la monarquía. Estas publicaciones carecían de un carácter periódico. 
El kalendario y guía de forasteros en Madrid nace con vocación periódica, puesto que el primero que se conserva es el ejemplar de 1722, siendo continuado hasta 1837, en que es sucedido por la Guía de Forasteros en Madrid.
El fundador y autor fue la publicación es Luis Félix de Mirabal y Espínola (en 1724, marqués de Mirabal), jerezano, del Consejo de Estado y gobernador del Consejo de Castilla con ayuda de su secretario Gaspar de Ezpeleta. En sus inicios el propio Luis de Mirabal corría con los gastos de su impresión. Posteriormente el encargado de su impresión sería Juan Sanz, y a su muerte en 1728, su sobrino Antonio Sanz. Antonio se arrogaría el privilegio de su impresión sin que existiera una base para ello.
En los años posteriores la publicación se vio favorecida por el poder político. Por ejemplo, en 1749 el marqués de la Ensenada ordenaba por medio de Real Orden que se den los datos de los hospitales para su inclusión en la guía y en diciembre de 1752 se informa de que el rey quiere que el Kalendario salga el primer día del año de referencia. También consta que las dudas que surgían en su publicación eran sometidas al rey y que este las resolvía directamente.
En 1757, la Secretaría de Despacho y Estado comenzaría una investigación sobre el supuesto privilegio argüido por Antonio Sanz. La investigación tuvo su origen en que Manuel Martín ofreció una mejora en el precio de venta de la publicación. Finalmente, en 1760, tras las declaraciones de distintos testigos se concluyó que el autor e inventor del kalendario fue el marqués de Mirabal. Hacia 1768 fue objeto de una sátira escrita por José de Cadalso, bajo el título Calendario manual y guía de forasteros en Chipre.
En el año 1770 pasó a encargarse directamente la Corona de su edición e impresión.
Durante la guerra de la Independencia española fue publicado bajo diversos títulos y llegó a ser impresa en Cádiz.
En 1818 cambia se cambia la grafía de Kalendario por Calendario.
En otros lugares también se publicaban guías análogas como en Barcelona o en la isla de Cuba.
En 1838 sería sustituida por la Guía de forasteros en Madrid.

## Contenido
La publicación varió a lo largo de su historia pero, de forma general pueden identificarse algunos apartados comunes como:
- Calendario del año en cuestión,
- iglesias de Madrid en que se ganaba la indulgencia de las cuarenta horas,
- los altos cargos de la administración,
- los ministros de los tribunales de justicia,
- órdenes de caballería,
- altos cargos eclesíasticos.